# 扎巴
再納阿比丁 ，也称为 紮巴（Za'ba) 。他是一位活躍於1940年代的米南佳保人後裔文學家、語言學家和思想家。1936年，他在苏丹依德理斯教育大学發表了共三冊，名為《語言指導》的語法书籍。書中所載的準則是現代化典型馬來語的語言結構，把它轉變成现今使用的馬來語。最重要的變化是在語法方面，由典型的被動形式變成現代化的主動式形式。

## 早期生活
再納阿比丁出生於1895年9月16日在森美兰州的仁保县峇都基基出生，是三个孩子最年長的。 他的母亲，英丹·阿瓦鲁丁（1877－1907）是米南佳保人的後裔，而他的父亲阿末·依不拉欣（1862－1927），是從廖內群島的一個武吉斯人富裕家庭出身。后者也是村裡唯一有讀寫能力及宗教知識的人。 他五歲就自己學會讀、寫以及用帶樹枝的嫩香蕉葉作為練習書寫的筆。這引起了他父亲的興趣，於是便決定給他買一個編寫石和一些粉筆。這是他喜愛寫作的動機，也在以後對調整他的寫作技能提供幫助。

## 求學階段
紮巴在自己的住家受到了他的早期教育。 他自五歲被教導背誦《古蘭經》。他在12歲時在巴都基基的一所馬來學校接受正式教育。 由于他已善于讀寫爪夷文和拉丁字母，他被允許跳過兩個年級就讀3年級。在1909年，他的父親把他轉到在寧宜附近的學校，希望他能成為回教學者，掌握阿拉伯語及回教法律學。他隨後在芙蓉的聖保羅機構繼續求學。他也是第一位應考高級劍橋考試的馬來人。他在1915年通過了該項考試。

## 早期的職業生涯
紮巴開始他的作為一個學校老师的職業於 新山 年的 1916年 的 英语学院，后来变成:
- 1916年: 新山英語學院
- 1918年: 瓜拉江沙馬來學院
- 1923年：吉隆坡教育局
- 1924年: 苏丹依德理斯教育大学
- 1939年: 新加坡信息部門
- 1942年: 伦敦大學東方和非洲研究中心，直到 1951年。
- 1954年: 新加坡马来亚大学，直到1959年。

紮巴是一個喜歡閱讀和具有寫作天賦的人。 他大多數的作品出現在報紙和雜志，例如馬來前鋒報，馬來語理事會等。 他已經出版了一系列以馬來語書寫的專著，包括語言指導 和 寫作知識 等。 他其他的作品也包括 莎士比亚的故事 。

## 政治生涯
1945年日本軍隊投降後，紮巴一家人搬到了吉隆坡。英國再次回到馬來亞。他們成立了馬來亞聯邦。馬來亞聯邦的成立引起了馬來領導人的反對。反抗由拿督翁·嘉化領導，并且設立了巫統，以便團結馬來民族。紮巴被任命為巫統的第一位秘書長，但後來他便離職了，因為他對寫作更感興趣。

## 逝世
隨著年齡越高，紮巴的健康每況愈下。1973年10月23日，他最終與世長辭。他的離世對國家而言是一個巨大的損失。他的貢獻是不可磨滅的。